# Kippax
Kippax – wieś i civil parish w Anglii, w West Yorkshire, w dystrykcie metropolitalnym Leeds. W 2011 civil parish liczyła 9785 mieszkańców. Kippax jest wspomniana w Domesday Book (1086) jako Chipesch.